# 迪镇区
迪镇区（法語：Arrondissement de Die）是法国德龙省所辖的一个区，主要包括该省东部。总面积2535.6平方公里，总人口68160，人口密度27人/平方公里（2018年）。主要城镇为迪镇。

## 辖区
迪镇区辖有113个市镇。